# Omertà (roman)
‎
Omertà je roman ameriškega pisatelja Maria Puza, ki je izšel po avtorjevi smrti leta 2000 pri založbi Ballantine Books. Je zadnji del trilogije, ki jo tvorita še romana Boter (1969) in Sicilijanec (1984). Slovenski prevod (COBISS) je izšel leta 2004 pri založbi Učila.
Naslov izhaja iz mafijskega izraza omertà, ki pomeni zavezo k molčečnosti. Zgodba govori o mafijski družini Aprile, katere vodja, Don Aprile, se odloči izstopiti iz mafije in ne želi, da bi njegovi potomci šli po mafijskih poteh. Za svojega naslednika v organizaciji zato vzgoji posvojenca Astorreja. Zgodba se zaplete, ko Dona umorijo neznanci.